# Amélie Oudéa-Castéra

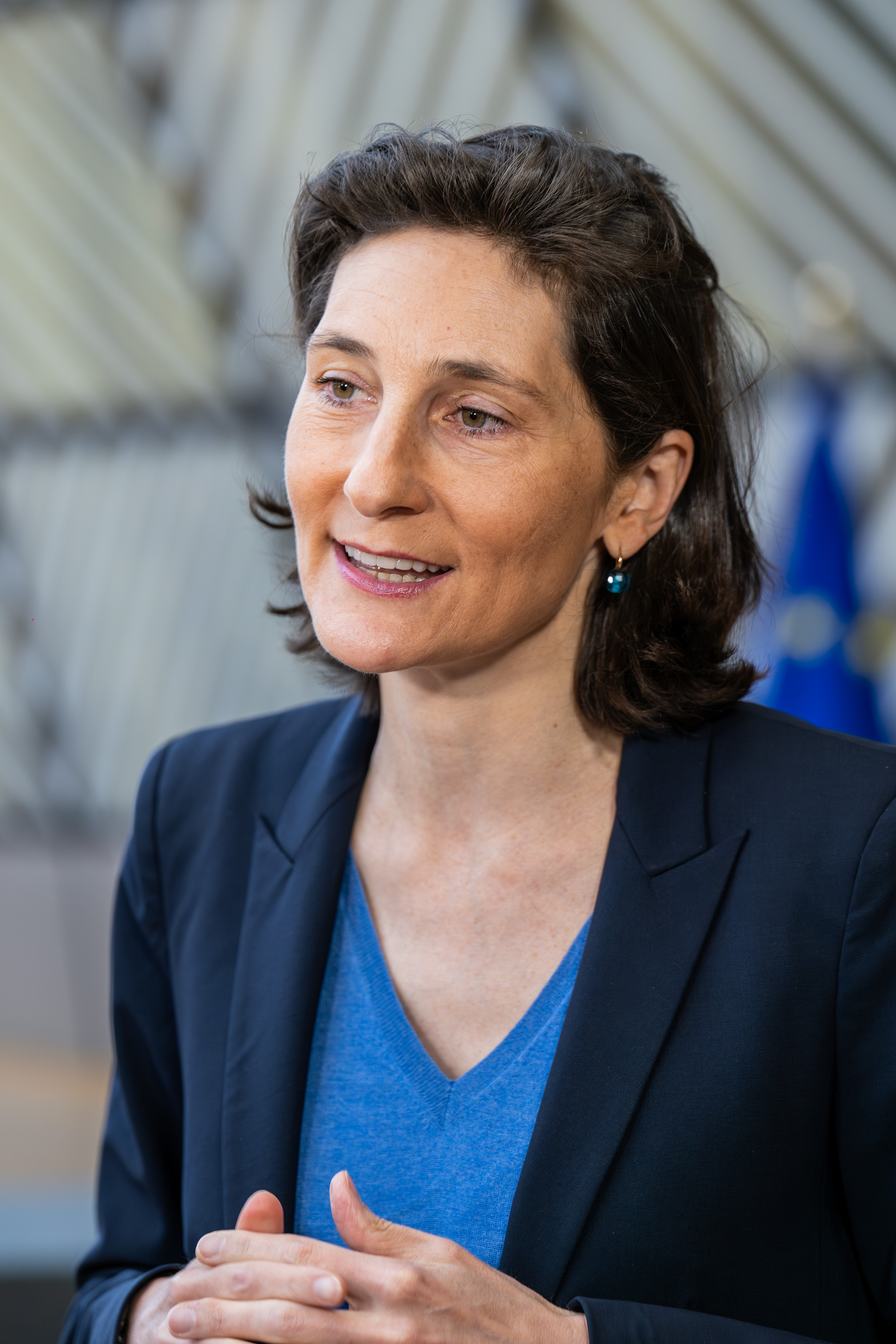
Amélie Oudéa-Castéra (2024)

Amélie Oudéa-Castéra (geborene Castéra; * 9. April 1978 in Paris) ist eine französische Politikerin, Managerin und frühere professionelle Tennisspielerin. Ab Mai 2022 war sie Ministerin für Sport und für die Organisation der Olympischen und Paralympischen Spiele 2024 im Kabinett der Ministerpräsidentin Élisabeth Borne verantwortlich. Ab Januar 2024 war sie zusätzlich die Bildungsministerin im Kabinett des Premierministers Gabriel Attal; wenige Wochen später wurde sie als Bildungsministerin durch Nicole Belloubet ersetzt, blieb aber Sportministerin bis September 2024.

## Karriere

### Tenniskarriere
Castéra gewann 1992 die Meisterschaft beim Wettbewerb der 14-jährigen und jüngeren Tennisspieler bei der Junior Orange Bowl.
Sie war Halbfinalistin im Mädcheneinzel bei den US Open 1993, den French Open 1994 und den Wimbledon Championships 1994.
Als Profispielerin erreichte sie im Einzel eine Weltranglistenposition von 251. Castéra nahm am Hauptfeld der French Open 1994 teil, wo sie in der ersten Runde gegen Sabine Appelmans verlor. Auf der WTA Tour qualifizierte sie sich für die Hauptfelder von zwei Turnieren, die Internationaux de Strasbourg 1994 und die Ladies Tennis Championships 1995.

#### Abschneiden bei Grand-Slam-Turnieren

##### Juniorinneneinzel
| Turnier         | 1993 | 1994 | 1995 | 1996 | Karriere |
| --------------- | ---- | ---- | ---- | ---- | -------- |
| Australian Open | —    | —    | —    | AF   | AF       |
| French Open     | 2    | HF   | 1    | 1    | HF       |
| Wimbledon       | —    | HF   | VF   | —    | HF       |
| US Open         | HF   | —    | 2    | —    | HF       |

Zeichenerklärung: S = Turniersieg; F, HF, VF, AF = Einzug ins Finale / Halbfinale / Viertelfinale / Achtelfinale; 1, 2, 3 = Ausscheiden in der 1. / 2. / 3. Hauptrunde; nicht ausgetragen

##### Juniorinnendoppel
| Turnier         | 1993 | 1994 | 1995 | 1996 | Karriere |
| --------------- | ---- | ---- | ---- | ---- | -------- |
| Australian Open | —    | —    | —    | VF   | VF       |
| French Open     | 1    | 2    | VF   | VF   | VF       |
| Wimbledon       | —    | HF   | 2    | —    | HF       |
| US Open         | 2    | —    | 2    | —    | 2        |

### Ausbildung
Das Abitur legte sie 1996 am angesehenen Lycée Jean-de-La-Fontaine (Paris 16e) ab, danach erwarb sie den Master in Jura an der Universität Panthéon-Sorbonne, das Diplom am Institut d’études politiques de Paris und der École supérieure des sciences économiques et commerciales (ESSEC). Mit 26 Jahren erhielt sie 2004 das Diplom der École nationale d’administration (ENA) im Jahrgang Léopold-Sédar-Senghor, demselben wie Emmanuel Macron.

### Karriere als Managerin
Oudéa-Castéra ist die Directrice Generale (Generaldirektorin) der Fédération Française de Tennis (FFT). 2008 wurde sie zur Beauftragten des Generaldirektors der Versicherungsgruppe Axa ernannt, 2010 zur Direktorin für strategische Planung der Axa-Gruppe und 2011 zur Direktorin für Marketing, Marke, Service und Digitales bei Axa Frankreich. Zuvor war sie Chefin der Abteilung für E-Commerce, Daten und Digitales bei der Einzelhandelskette Carrefour.

### Politische Laufbahn
Ab dem 20. Mai 2022 war Oudéa-Castéra Ministerin für Sport und für die Organisation der Olympischen und Paralympischen Spiele 2024 im Kabinett der Ministerpräsidentin Élisabeth Borne verantwortlich.
Nach der Übernahme des Bildungsministeriums am 11. Januar 2024 lautete der vollständige Name ihres Ressorts: Ministère de l’Éducation nationale, de la Jeunesse, des Sports et des Jeux olympiques et paralympiques. Ihren politischen Start als Bildungsministerin begleitete sie mit einer abfälligen Bemerkung über die Qualität bzw. den angeblich übermäßigen Unterrichtsausfall im staatlichen Schulwesen als Begründung, weshalb ihre drei Kinder eine katholische Privatschule, das Collège Stanislas, besuchen. Dies rief breite Proteste unter der Lehrerschaft im öffentlichen Schulwesen hervor. Überdies stellte sich heraus, dass die Behauptung unglaubwürdig war, da sie unter anderem ihren Sohn bereits im Kindergartenalter in die Privatschule geschickt hatte, vor allem aber weil das Collège Stanislas als erzkonservativ sowie sehr elitär gilt.
Präsident Macron nannte am 16. Januar 2024 im Regierungsprogramm des neugebildeten Kabinettes unter Gabriel Attal mit Oudéa-Castéra einige bildungspolitische Schwerpunkte: In etwa hundert Schulen sollten Schuluniformen getestet, mehr Staatsbürgerkunde-Unterricht angeboten werden und alle Schüler in Sekundarstufen sollten zur Stärkung des Selbstvertrauens Theaterkurse besuchen, wie Macron es selbst getan habe. Damit soll dem drohenden Rechtsruck begegnet werden, womit der Ministerin eine Schlüsselrolle zufällt.
Am 8. Februar 2024 kündigte Premierminister Gabriel Attal ihre Entlassung vom Posten der Bildungsministerin an. Ihre Äußerungen zum Schulbesuch ihrer Kinder wurden von Beobachtern als maßgeblich für ihre Abberufung vom Schulministerium angesehen. Zu ihrer Nachfolgerin im Bildungsressort wurde die ehemalige Justizministerin Nicole Belloubet ernannt. Oudéa-Castéra behielt jedoch weiterhin ihre Zuständigkeit als Ministerin für Sport bis zum Rücktritt des Kabinetts Attal im September 2024. Ihr Nachfolger im Kabinett Barnier wurde Gil Avérous.

## Privates
Sie stammt aus einer wohlhabenden Familie, zu der viele Ärzte und politische Journalisten gehören, z. B. Benjamin Duhamel. 2006 heiratete sie Frédéric Oudéa, den Vorstandsvorsitzenden der französischen Großbank Société Générale. Sie haben drei Kinder.